# Marriott’s Grand Chateau
Marriott’s Grand Chateau – kompleks rozrywkowo–wypoczynkowy, wchodzący w skład programu timeshare'owego Marriott Vacation Club, stanowiący własność korporacji Marriott International. Obiekt umiejscowiony jest pomiędzy hotelami Planet Hollywood i MGM Grand w Las Vegas, w amerykańskim stanie Nevada.
Na 37 piętrach wieży Marriott’s Grand Chateau znajduje się 895 willi: 256 jednopokojowych, 511 dwupokojowych, a także 128 trzypokojowych. Pierwsze cztery piętra wieży stanowią parkingi, na piętrach 5–36 znajdują się apartamenty hotelowe, natomiast piętrem 37. jest taras z basenem.
Prace konstrukcyjne obiektu rozpoczęły się w 2004 roku, a pierwsza faza budowy zakończyła się w 2005 roku. Drugą fazę realizowano w latach 2006–2007; po jej zakończeniu, Marriott’s Grand Chateau został oddany do użytku. Pierwotne plany zakładały jeszcze wprowadzenie projektu w etapy 3. i 4., obejmujące budowę trzech dodatkowych wież hotelowych, jednak nie zostały one dotychczas zrealizowane.